# Софія Єлизавета Мекленбург-Гюстровська
Софія Єлизавета Мекленбург-Гюстровська (нім. Sophie Elisabeth zu Mecklenburg [-Güstrow], 20 серпня 1613 — 2 липня 1676) — мекленбурзька принцеса з Мекленбурзької династії, донька герцога Мекленбург-Гюстрову Йоганна Альбрехта II та мекленбурзької принцеси Маргарити Єлизавети, третя дружина герцога Брауншвейг-Люнебургу князя Брауншвейг-Вольфенбюттелю Августа Молодшого. 
Поетеса та композиторка. Авторка першого опублікованого в Німеччині музичного твору, створеного жінкою (1651).

## Біографія

### Дитинство та юність
Софія Єлизавета народилась 20 серпня 1613 року в Гюстрові. Була старшою з виживших дітей герцога Мекленбург-Гюстрову Йоганна Альбрехта II та його першої дружини Маргарити Єлизавети Мекленбурзької. Мала молодшу сестру Крістіну Маргариту. Брати померли в ранньому віці.
Втратила матір у 3-річному віці. Батько невдовзі узяв другий шлюб з Єлизаветою Гессен-Кассельською. Мачуха була освіченою жінкою, писала музику та перекладала вірші. Її не стало, коли Софії Єлизаветі виповнилося 12 років. За чотири місяці після цього Йоганн Альбрехт узяв третій шлюб із Елеонорою Марією Ангальт-Бернбурзькою. Від цього союзу принцеса мала п'ятьох єдинокровних братів і сестер.

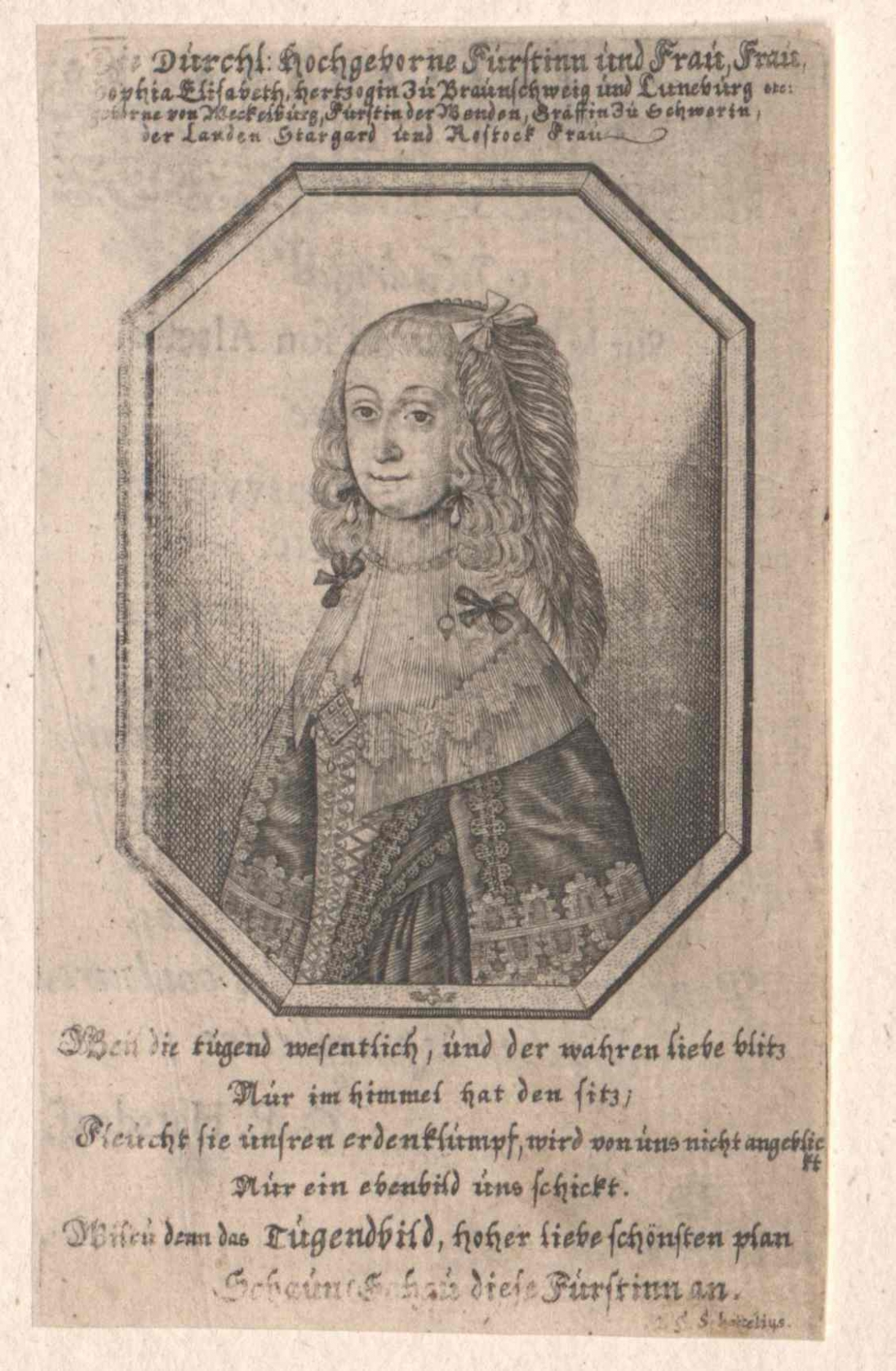
На гравюрі Конрада Буно

Дівчина зростала музикальною особистістю й отримала добру освіту при дворі свого батька, де, між іншим, у 1619—1620 роках працював англійський композитор і скрипаль-віртуоз Вільям Брейд. Була всебічно підготовленою для виконання представницьких обов'язків, знала кілька мов.
В ході Тридцятилітньої війни, у 1628 році, герцоги Мекленбурзькі були позбавлені імператором влади через підтримку датчан і були змушені тікати від військ генералісімуса Валленштейна, призначеного новим правителем. Йоганн Альбрехт із родиною виїхав до родичів Елеонори Марії в Гарцгероде. Звідти сімейство перебралось до Касселю, де Софія Єлизавета також знайшла жваве музичне життя. Повернулись назад у 1631 році після повалення Валленштайна, підтримувані шведським військом.

### Шлюбне життя
У 21-річному віці Софія Єлизавета стала дружиною 56-річного брауншвейзького принца Августа Молодшого. Весілля відбулося 13 липня 1635 року в Гюстрові. Наречений був удівцем, за десять місяців до цього він утратив другу дружину, від якої у нього лишилося четверо малолітніх дітей. Також був відомим колекціонером,  мав найбільшу в Європі бібліотеку, цікавився алхімією та полюбляв грати у шахи. Пара поділяла любов до науки та мистецтва.
У грудні того ж року, згідно договору про престолонаслідування, Август став герцогом Брауншвейг-Люнебургу князем Брауншвейг-Вольфенбюттелю. Проте, через триваючу війну, подружжя ще дев'ять років мешкало у замку Данквардероде у Брауншвейзі, перш ніж переїхало до своєї сильно пошкодженої резиденції у Вольфенбюттелі в 1644 році.
До того часу у подружжя з'явилося троє спільних нащадків. Репетитором пасинків та старшого сина герцогиня у 1638 році обрала поета Юстуса Георга Шоттеліуса. У 1645—1646 роках про виховання князівських дітей турбувася також поет Зігмунд фон Біркен.
Після укладення у 1648 році Вестфальського миру, Август підтримував у князівстві мир та перетворив країну на культурний центр. Софія Єлизавета внесла значний вклад у жваву атмосферу двору чоловіка. Стали проводитися маскаради, ставитися п'єси, розвивався балет, для якого вона часом власноруч писала музику та лібрето. До наших днів дійшли дві п'єси герцогині: «Перемога миру» (1642) та «Щасливий прояв радості» (1652). Також жінка складала зингшпілі у стилі бароко, писала повчальну літературу та вірші. Вільно переклала роман Оноре д’Юрфе «Астрея» на німецьку як «Історію Дорінде». Багато часу приділяла підтримці придворного оркестру. Познайомившись у 1638 році з Генріхом Шютцом, стала його ученицею, а у 1655 році влаштувала композитора капельмайстром у Вольфенбюттелі. Водночас розвивала придворний театр, в якому, перед обраною публікою, виступали, в основному, члени та родичі герцозької родини.
Більшу частину музичних творів Єлизавети Софії складали релігійні гімни й арії. Деякі з них були опубліковані у 1651 та 1667 роках. Випущена в 1651 році п'єса «Vinetum evangelicum» («Євангельський виноградник») вважається першим музичним твором, написаним жінкою, опублікованим у Німеччині.
У вересні 1666 року Август пішов з життя. Наступним князем Брауншвейг-Вольфенбюттеля став його старший син від першого шлюбу, Рудольф Август, який не надто цікавився державними справами, віддаючи перевагу полюванню та заняттям наукою. Вже за рік він призначив намісником свого молодшого брата Антона Ульріха.
Удовиною резиденцією герцогині став Люхов. Там вона і померла 2 липня 1676 року. Як і її чоловік, була похована у крипті Марієнкірхе у Вольфенбюттелі.

## Родина
Чоловік —  Август Молодший
Діти:

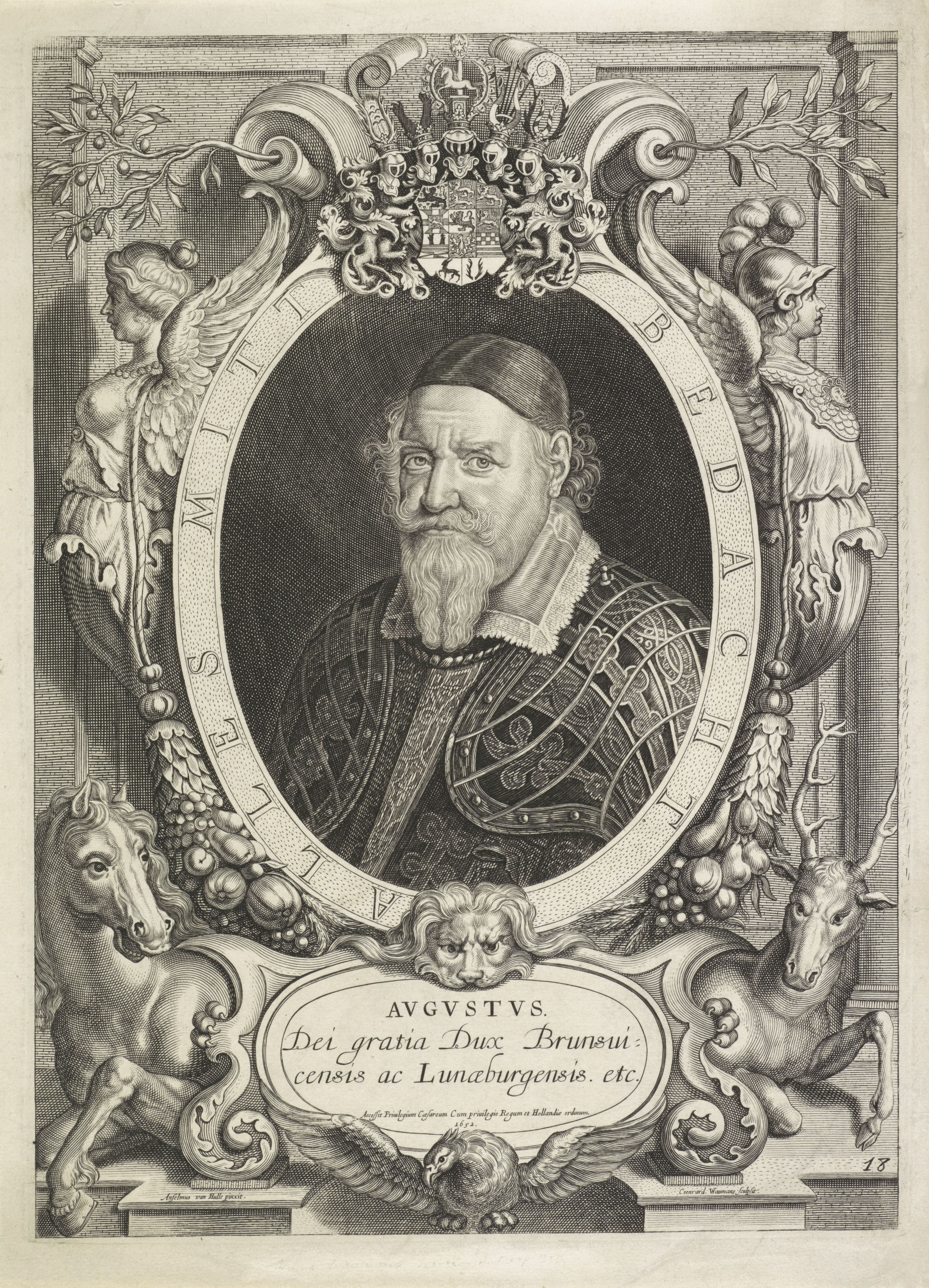
Август Молодший на гравюрі 1652 року

- Фердинанд Альбрехт (1636—1687) — герцог Брауншвейг-Вольфенбюттель-Беверну, був одружений із принцесою Крістіною Гессен-Ешвегеською, мав дев'ятеро дітей;[11]
- Марія Єлизавета (1638—1687) — була двічі одружена, мала шестеро синів, які померли в ранньому віці;
- Крістоф Франц (1 серпня—8 грудня 1639) — прожив 4 місяці.